# Machtenstein (Schwabhausen)
Machtenstein ist ein Gemeindeteil der Gemeinde Schwabhausen im oberbayerischen Landkreis Dachau. Das Kirchdorf liegt circa zwei Kilometer südwestlich von Schwabhausen.

## Baudenkmäler

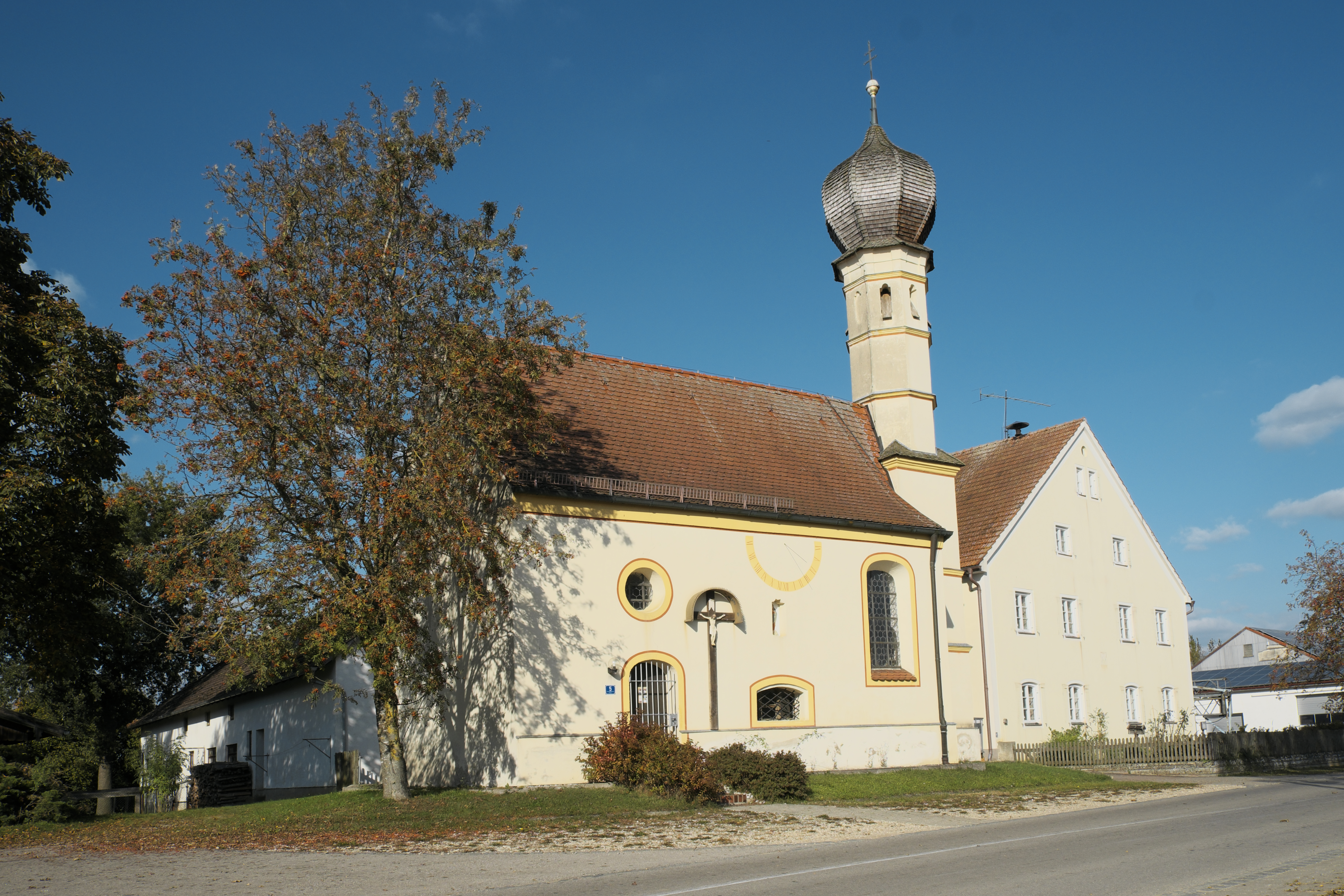
Kirche Unsere Liebe Frau

Siehe: Liste der Baudenkmäler in Machtenstein
- Katholische Filialkirche Unsere Liebe Frau

## Meteorit
1956 wurde auf einem Acker in der Nähe des Ortes ein 1422 Gramm schwerer Steinmeteorit des Typs H5 gefunden. Er wurde unter dem offiziellen Namen Machtenstein registriert.